# Казале Роза (Рим)
Казале Роза је насеље у Италији у округу Рим, региону Лацио.
Према процени из 2011. у насељу је живело 9 становника. Насеље се налази на надморској висини од 45 м.